# Ома (Аоморі)

41°31′36″ пн. ш. 140°54′26″ сх. д. / 41.52667° пн. ш. 140.90722° сх. д.
О́ма (яп. 大間町, おおままち, МФА: [oːma mat͡ɕi̥]) — містечко в Японії, в повіті Сімо-Кіта префектури Аоморі. Станом на 1 жовтня 2007 площа містечка становила 52,06 км². Станом на 1 липня 2008 населення містечка становило 5999 осіб.